# Saint-Agnan-de-Cernières
Saint-Agnan-de-Cernières ist eine französische Gemeinde mit 154 Einwohnern (Stand: 1. Januar 2022) im Département Eure in der Region Normandie (vor 2016 Haute-Normandie); sie gehört zum Arrondissement Bernay und zum Kanton Breteuil. Die Einwohner werden Agnanais genannt.

## Geographie
Saint-Agnan-de-Cernières liegt etwa 17 Kilometer westsüdwestlich von Bernay. Umgeben wird Saint-Agnan-de-Cernières von den Nachbargemeinden La Trinité-de-Réville im Westen und Norden, Mesnil-en-Ouche im Osten, Saint-Pierre-de-Cernières im Süden sowie Montreuil-l’Argillé im Südwesten und Westen.

## Bevölkerungsentwicklung
| Jahr                       | 1962 | 1968 | 1975 | 1982 | 1990 | 1999 | 2006 | 2019 |
| Einwohner                  | 175  | 136  | 131  | 140  | 124  | 122  | 133  | 165  |
| Quellen: Cassini und INSEE |      |      |      |      |      |      |      |      |